# 權皇后
权皇后（?—?），北元昭宗爱猷识理答腊的皇后，高丽人，出身安東權氏。
權皇后之父為高麗的福安府院君權謙。1352年，權謙出使元朝，將她獻給皇太子愛猷識理答臘，因而被封為太府監太監。1368年，大都被明朝攻陷，權皇后隨愛猷識理答臘逃往漠北的應昌。至正三十年（1370年），爱猷识理答腊即位，是为元昭宗，她被立为皇后。權皇后與元昭宗生一女，後來嫁給也速迭兒。
元昭宗在位期間，北元與高丽通好。1370年，明將李文忠突襲應昌，獲元昭宗的嫡子買的里八剌暨後妃宮人諸王將相官屬數百人，送往北平安置，權皇后不知是否在其中。